# (10067) Bertuch
(10067) Bertuch es un asteroide perteneciente al cinturón de asteroides descubierto por Freimut Börngen desde el Observatorio Karl Schwarzschild, en Tautenburg, Alemania, el 11 de enero de 1989.

## Designación y nombre
Bertuch fue designado inicialmente como 1989 AL6.
Más tarde, en 1999, se nombró en honor del escritor alemán Friedrich Justin Bertuch (1747-1822).

## Características orbitales
Bertuch orbita a una distancia media del Sol de 2,239 ua, pudiendo alejarse hasta 2,439 ua y acercarse hasta 2,039 ua. Tiene una inclinación orbital de 1,789 grados y una excentricidad de 0,08922. Emplea en completar una órbita alrededor del Sol 1224 días. El movimiento de Bertuch sobre el fondo estelar es de 0,2942 grados por día.

## Características físicas
La magnitud absoluta de Bertuch es 14,6.